# Меса сі мінор
Меса сі мінор (Висока меса) BWV 232 — музичний твір Йоганна Себастьяна Баха для солістів, хору і оркестру, написаний на латинський текст католицької літургії. Окремі фрагменти меси були написані ще в 1733 році, проте меса в цілому була завершена в кінці 1738 року. В остаточному вигляді (в якому ніколи не виконувався за життя Баха) існує з 1749 року.

## Структура меси
I. Kyrie
1. Kyrie eleison — Господи, помилуй. 5-голосний хор (Soprano I, II, Alto, Tenor, Bass)
2. Christe eleison — Христос, помилуй. Дует (soprano I,II)
3. Kyrie eleison — Господи, помилуй. 4-голосний хор (Soprano, Alto, Tenor, Bass)

II. Gloria
1. Gloria in excelsis Deo — Слава в Вишних Богу. 5-голосний хор (Soprano I, II, Alto, Tenor, Bass)
2. Et in terra pax — І на землі мир. 5-голосний хор (Soprano I, II, Alto, Tenor, Bass)
3. Laudamus te — Хвалимо Тебе. Арія (soprano II)
4. Gratias agimus tibi — Дякуєм Тобі. 4-голосний хор (Soprano, Alto, Tenor, Bass)
5. Domine Deus — Господа Бога. Дует (soprano I, tenor)
6. Qui tollis peccata mundi — Взявшого на себе гріхи світу. 4-голосний хор (Soprano II, Alto, Tenor, Bass)
7. Qui sedes ad dexteram Patris — Що сидить праворуч Отця. Арія (alto)
8. Quoniam tu solus sanctus — Бо Ти Єдин Свят. Арія (bass)
9. Cum Sancto Spiritu — Із Духом Святим. 5-голосний хор (Soprano I, II, Alto, Tenor, Bass)

III. Credo
1. Credo in unum Deum — Вірую в Єдиного Господа. 5-голосний хор (Soprano I, II, Alto, Tenor, Bass)
2. Patrem omnipotentem — Отця Вседержителя. 4-голосний хор (Soprano, Alto, Tenor, Bass)
3. Et in unum Dominum — І во Єдиного Господа (Ісуса Христа). Дуэт (soprano I, alto)
4. Et incarnatus est — І воплотився. 5-голосний хор (Soprano I, II, Alto, Tenor, Bass)
5. Crucifixus — Розіп'ятого. 4-голосний хор (Soprano II, Alto, Tenor, Bass)
6. Et resurrexit — Що воскрес. 5-голосний хор (Soprano I, II, Alto, Tenor, Bass)
7. Et in Spiritum Sanctum — І в Духа Святого. Арія (Bass)
8. Confiteor — Сповідую. 5-голосний хор (Soprano I, II, Alto, Tenor, Bass)
9. Et expecto — Очікую (воскресіння мертвих). 5-голосний хор (Soprano I, II, Alto, Tenor, Bass)

IV. Sanctus, Hosanna, Benedictus i Agnus Dei
1. Sanctus — Свят Господь Саваоф. 6-голосний хор (Soprano I, II, Alto I, II, Tenor, Bass)
2. Hosanna — Осанна в Висоті. 8-голосний (подвійний) хор (Soprano I, II, Alto I, II, Tenor I, II, Bass I, II)
3. Benedictus — Благословенний. Арія (Tenor)
4. Hosanna (da capo) — Осанна (закінчення). 8-голосний (подвійний) хор
5. Agnus Dei — Агнець Божий. Арія (alto)
6. Dona nobis pacem — Дай нам мир. 4-голосний хор (Soprano, Alto, Tenor, Bass). Музика повторяює «Gratias agimus tibi» з «Gloria».

## Склад
- Солісти (сопрано I, сопрано II, альт, тенор, бас).
- Оркестр (дві флейти, три гобоя, два гобоя d'amore, два фаготи, три труби, валторна, литаври, струнні).
- Змішаний хор (від чотирьох до восьми голосів).
- Орган.
- Continuo.

## Відомі виконавці
- Отто Клемперер
- Карл Ріхтер
- Герберт фон Караян